# Larotingis
Larotingis is een geslacht van wantsen uit de familie van de Tingidae (Netwantsen). Het geslacht werd voor het eerst wetenschappelijk beschreven door Carl John Drake in 1960.

## Soorten
Het genus bevat de volgende soorten:

- Larotingis aporia Drake, 1960
- Larotingis etes Drake & Ruhoff, 1961
- Larotingis nonareolae Guilbert, 2006
- Larotingis pericarti Guilbert, 2006
- Larotingis soror Péricart, 2000